# 4703 Kagoshima
4703 Kagoshima (1988 BL) là một tiểu hành tinh vành đai chính được phát hiện ngày 16 tháng 1 năm 1988 bởi M. Mukai và Takeishi ở Kagoshima.